# Francesco Antonio Biondo
Francesco Antonio Biondo, OFM Conv. (falecido a 21 de dezembro de 1643) foi um prelado católico romano que serviu como Bispo de Ortona a Mare e Campli (1640–1643) e Bispo de Capri (1637–1640).

## Biografia
Francesco Antonio Biondo foi ordenado sacerdote na Ordem dos Frades Menores Conventuais. No dia 14 de dezembro de 1637, foi nomeado bispo de Capri durante o papado de Urbano VIII. A 3 de janeiro de 1638, foi consagrado bispo por Marcello Lante della Rovere, cardeal-bispo de Frascati, com Francesco Maria Abbiati, bispo de Bobbio, e Pomponio Vetuli, bispo de Città Ducale, servindo como co-consagradores. No dia 3 de dezembro de 1640, foi nomeado por Urbano VIII como Bispo de Ortona a Mare e Campli. Lá, serviu como bispo até à sua morte a 21 de dezembro de 1643.